# VP9
VP9 — открытый и бесплатный для потребителя стандарт сжатия видео, разрабатываемый корпорацией Google. Раньше разрабатывался под названием Next Generation Open Video (NGOV) и VP-Next. Является эволюционным развитием и преемником стандарта VP8. Оба стандарта используются с контейнером WebM.
Является предшественником перспективного формата AV1.

## История
Разработка VP9 началась в третьем квартале 2011 года. Одной из задач разработки VP9 было уменьшение битрейта на 50 % по сравнению с VP8 при сохранении качества видео. Другая задача — добиться лучшей эффективности сжатия, чем у стандарта H.265 (High Efficiency Video Coding).
13 декабря 2012 года декодер VP9 был добавлен в браузер Chromium.
21 февраля 2013 года была выпущена стабильная версия браузера Google Chrome (номер версии 25) с поддержкой декодера VP9.
8 мая 2013 года корпорация Google объявила, что разработка стандарта VP9 будет завершена 17 июня 2013 года.
Модуль декодирования VP9 включен по умолчанию в браузере Google Chrome начиная с версии 29.
11 июня 2013 года была закончена разработка профиля 0 («VP9 profile 0»). На следующий день, 12 июня, поддержка VP9 была включена в браузере Chromium.
В январе 2014 года Google объявила об официальной поддержке VP9 в YouTube и огласила список партнёров, включающий ARM, Intel, NVIDIA, Panasonic, Sony, Qualcomm и несколько других компаний, которые реализуют аппаратную поддержку декодирования VP9 в своих последующих продуктах.
C сентября 2014 года на YouTube VP9 используется для некоторых видео, в случае поддержки формата браузером.
Версия кодека VP9.2 поддерживает HDR.

## Технические детали
VP9 имеет много улучшений по сравнению с VP8. VP9 будет поддерживать суперблоки размером 32x32 пикселя (что важно для работы с высоким разрешением) и разработчики обсуждают возможность поддержки суперблоков размером 64x64. Также будет использоваться кодирование суперблоков с помощью квадродеревьев.
В настоящий момент в стандарте VP9 определено два профиля: profile 0 и profile 1. Профиль 0 поддерживает цветовую субдискретизацию 4:2:0. Профиль 1, являющийся необязательным для аппаратных реализаций, дополнительно поддерживает цветовую субдискретизацию 4:2:2 и 4:4:4, альфа-канал, и канал глубины (англ. depth channel, карта глубин для точек изображения).
Продолжается рассмотрение профиля, поддерживающего 10-битное кодирование цветов.
В VP9 поддерживаются цветовые пространства: Rec. 601, Rec. 709, SMPTE-170, SMPTE-240 и sRGB.